# Monte Faroma
Il monte Faroma (3.072 m s.l.m.) è una montagna delle Alpi del Weisshorn e del Cervino nelle Alpi Pennine. Si trova in Valle d'Aosta tra la Valpelline ed il vallone di Saint-Barthélemy.